# Станіслав Світальський
Станіслав Ян Фердинанд Світальський (пол. Stanisław Jan Ferdynand Świtalski; 28 березня 1890, Городок — 19 вересня 1939, Фамулкі-Крулевські) — польський офіцер, полковник піхоти.

## Біографія
Син Юзефа Леопольда Світальського (1858–1939), писаря-практиканта місцевого Імператорсько-Королівського Старостства, та його дружини Гелени Кароліни, уродженої Хондзинської (1863–1937). Він був старшим братом Клеменса (1891–1972), іпотечного писаря в Ченстохові та капітана резервної адміністрації Польської армії, Владислава (1893–1918), Адама (1894–1952), дипломованого полковника піхоти Польської армії, Міхала (1900–1958) та Яна Мечислава (1902–1988). У 1908 році Станіслав склав іспит на атестат зрілості в Імператорсько-Королівській 6-й гімназії у Львові. 31 липня 1913 року він закінчив юридичний факультет Львівського університету 1 січня 1914 року він почав працювати у Львові кандидатом на нотаріальну сертифікацію. Він був членом загонів «Сокіл».

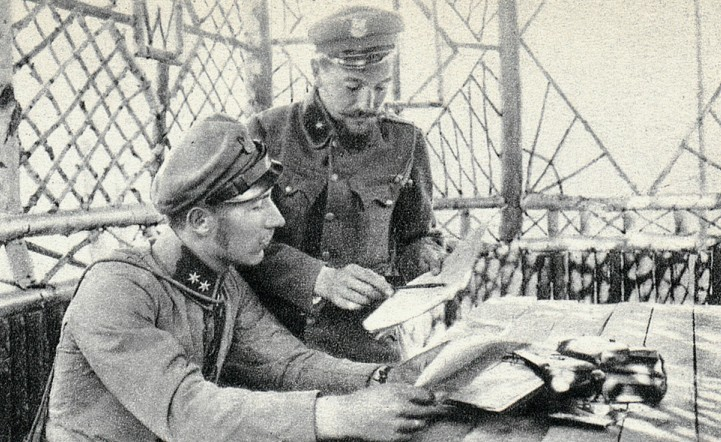
Світальський (праворуч) з Юзефом Гігілем-Мелеховичем під час служби в Польських легіонах.

1 серпня 1914 року вступив до Східного легіону у Львові. З 15 жовтня 1914 року по 31 січня 1915 року він служив кадетом у Кадетській школі Польського легіону. Потім він воював на передовій командиром взводу у 8-й роті 2-го піхотного полку Польських легіонів. З 1 квітня 1915 року служив у 2-му резервному батальйоні на посаді заступника командира взводу. 28 липня 1915 року його було переведено до 6-го піхотного полку на посаду ад'ютанта 3-го батальйону. Він воював на річках Стир та Стохід. 11 листопада 1915 року його було підвищено до лейтенанта, а 1 липня 1916 року — до оберлейтенанта. У липні 1916 року він став полковим ад'ютантом. У жовтні 1916 року тимчасово командував 2-м батальйоном. З 2 листопада 1916 року командував 7-ю ротою 6-го піхотного полку. 15 серпня 1917 року, після кризи присяги, його було переведено до 1-го піхотного полку. 5 жовтня 1917 року його було звільнено з Польських легіонів, а потім, шляхом наглядового перегляду, він отримав тимчасове звільнення від служби в Австро-Угорській армії. 1 листопада 1917 року його було прийнято на роботу до Бюро досліджень цін Імператорсько-Королівського губернаторства Галичини у Львові на посаду керівника канцелярії. Одночасно він розпочав свою діяльність у Польській збройній організації, а з 1 квітня по 1 червня 1918 року обіймав посаду коменданта міста Львів.
З 3 листопада 1918 року він брав участь у обороні Львова, командуючи сектором. 5 листопада 1918 року був поранений. З 2 січня 1919 року командував штабною ротою Львівської бригади. 1 грудня 1919 року його було підвищено до капітана піхоти. Під час Польсько-радянської війни командував 3-м батальйоном 6-го піхотного полку легіонів (з 8 травня 1919 року). 15 липня 1920 року його було затверджено станом на 1 квітня 1920 року у званні майора піхоти, у групі офіцерів колишніх Польських легіонів. 31 серпня 1920 року підполковник Болеслав Попович підготував клопотання про нагородження майора Світальського орденом Virtuti Militari, в якому написав: «під Лубіном 21 серпня 1920 року, коли на чолі свого батальйону він так енергійно атакував чисельно переважаючого ворога, розбив його та змусив до паніки і втечі». Супротивником майора Світальського була більшовицька 62-га бригада, що належала до 21-ї стрілецької дивізії. Батальйон під його командуванням захопив 4 гармати, 10 кулеметів, 315 військовополонених та великий фургон із забезпеченням.
15 червня 1921 року його було призначено командиром резервного батальйону 6-го піхотного полку Легіонів. 3 травня 1922 року йому було присвоєно звання майора зі старшинством з 1 червня 1919 року та 112-й ранг у корпусі піхотних офіцерів. 10 липня того ж року його було затверджено на посаді виконувача обов'язків заступника командира 6-го піхотного полку Легіонів. У рамках військового поселення він отримав 5 гектарів землі в колонії Мілшішки, що в гміні Міцкуни.
У жовтні 1922 року його було направлено до Військової академії у Варшаві як слухача курсів підвищення кваліфікації. 1 листопада 1922 року у Вільнюсі під час церемонії освячення та вручення прапора 6-му піхотному полку легіонів у флагшток було вбито квадратний срібний цвях з написом «Майор Світальський Станіслав». 15 жовтня 1923 року, після завершення курсу та отримання академічного звання офіцера Генерального штабу, його було призначено до 20-ї піхотної дивізії на посаду начальника штабу. 1 листопада 1923 року його було призначено до Армійського інспекторату №I у Вільнюсі на посаду другого писаря. 31 березня 1924 року Президент Республіки Польща присвоїв йому звання підполковника зі старшинством з 1 липня 1923 року та 53-тю посаду в офіцерському корпусі піхоти. 1 вересня 1926 року його було переведено до генерального штабу Генерального інспектора Збройних Сил бригадного генерала Станіслава Бургардта-Букацького на посаду першого штабного офіцера. 31 березня 1927 року його було переведено до 82-го піхотного полку в Бресті на посаду командира полку.1 січня 1929 року Президент Республіки Польща присвоїв йому звання полковника з 1 січня 1929 року та 6-те місце в корпусі піхотних офіцерів. У жовтні 1931 року його було призначено командиром дивізійної піхоти 9-ї піхотної дивізії в Седльце. 12 лютого 1933 року його було обрано членом Головної ради Полкового шестиштатного кола. У 1934 році його було переведено до Командування корпусного округу № VII у Познані на посаду помічника командира з набору. 2 квітня 1938 року його було призначено командиром 16-ї Поморської піхотної дивізії в Грудзьондзі.
2 вересня 1939 року через невміле керівництво його було звільнено з посади командира дивізії та передано до розпорядження командувача армії «Помор'я». 7 вересня він прийняв командування імпровізованою бойовою групою, що складалася з підрозділів охорони, етапних підрозділів, військової підготовки та вцілілих з інших армійських частин. 10 вересня ця група, після додавання 3-го батальйону 144-го резервного піхотного полку, налічувала приблизно 3 піхотні батальйони та мала завдання утримувати переправу через річку Бзура в Сохачеві. Поки залишки групи проривалися через Кампіноський ліс, він загинув у бою з німцями біля лісничого будинку на Кшивій Гурі. Спочатку його поховали там, де він помер, але в 1951 році його прах було ексгумовано, і його поховали на Повонзківському військовому кладовищі (ділянка B10-6-9). Напис з його іменем та прізвищем також знайдено на родинній могилі фон Ессенів на Старому Повонзківському кладовищі.

## Сім'я
26 серпня 1922 року в церкві Святого Спасителя у Варшаві він одружився з вдовою Вандою фон Ессен, уродженою Гаспенас (1894–1925). Свідками були Адам Світальський та Мечислав Гаспенас, брат Ванди, капітан піхоти Польської армії, пізніше головний комісар державної поліції та командир округу в Кобрині. Станіслав піклувався про свого пасинка, Едварда Ессена (13 серпня 1913 — 10 березня 1997). 

## Нагороди
- Медаль «За військові заслуги» (Австро-Угорщина)
- Virtuti Militari, срібний хрест (№1562; 16 лютого 1921)
- Хрест Хоробрих — нагороди 4 рази (вдруге у 1921 році).
- Орден Відродження Польщі, офіцерський хрест (10 листопада 1928) — «за заслуги з відновлення незалежності».
- Медаль «Десятиріччя війни за незалежність» (Латвія; 6 серпня 1929)
- Хрест Незалежності (6 червня 1931) — «за роботу з відновлення незалежності».
- Пам'ятний знак генерального інспектора збройних сил (12 травня 1936)
- Золотий хрест Заслуги (19 березня 1937) — «за заслуги у військовій службі».
- Пам'ятна медаль учаснику війни 1918-1921 років
- Медаль «Десятиліття здобутої незалежності»
- Бронзова та срібна медаль «За довголітню службу» (20 років)
- Знак за поранення та контузії з однією зіркою
- Знак 82-го піхотного полку